# Diablo III
Diablo III là một trò chơi nhập vai hành động hack-and-slash được Blizzard Entertainment phát triển và xuất bản dưới dạng phần thứ ba trong loạt phim Diablo. Nó được phát hành cho Microsoft Windows và OS X vào tháng 5 năm 2012, PlayStation 3 và Xbox 360 vào tháng 9 năm 2013, PlayStation 4 và Xbox One vào tháng 8 năm 2014 và Nintendo Switch vào tháng 11 năm 2018. Người chơi chọn nhập vai một trong bảy lớp nhân vật - Barbarian, Crusader, Demon Hunter, Monk, Necromancer, Witch Doctor hoặc Wizard - và được giao nhiệm vụ đánh bại Lord of Terror, Diablo, như trong các trò chơi trước đó trong chuỗi trò chơi mang tên này.
Một bản mở rộng mang tên Reaper of Souls đã được phát hành cho PC vào tháng 3 năm 2014. Trò chơi này được phát hành cho hệ máy console như một phần của phiên bản Diablo III: Ultimate Evil Edition vào tháng 8 năm 2014. Gói Rise of the Necromancer đã được phát hành cho Windows, macOS, PlayStation 4 và Xbox One vào tháng 6 năm 2017. Diablo III: Eternal Collection, kết hợp giữa Reaper of Souls và Rise of the Necromancer, đã được phát hành cho PlayStation 4 và Xbox One vào tháng 6 năm 2017 và cho Nintendo Switch vào tháng 11 năm 2018.
Trò chơi này đã nhận được sự hoan nghênh của giới phê bình, mặc dù tính năng DRM luôn bật của nó đã bị chỉ trích. Trò chơi đã lập kỷ lục mới cho "trò chơi PC bán chạy nhất" khi bán được hơn 3,5 triệu bản trong 24 giờ đầu tiên phát hành, và trở thành trò chơi PC bán chạy nhất năm 2012 với hơn 12 triệu bản. Tính đến tháng 8 năm 2015, số lượng bán ra của Diablo III đã tăng lên hơn 30 triệu. Phần tiếp theo, Diablo IV, đã được công bố vào năm 2019 và hiện đang được phát triển.